# Parahyliota cinamomeus
Parahyliota cinamomeus là một loài bọ cánh cứng trong họ Silvanidae. Loài này được Fairmaire miêu tả khoa học năm 1868.